# Trifon Dschonew
Trifon Dschonew, bulgarisch Трифон Джонев (geb. 1. Februarjul. / 14. Februar 1928greg. in Karabunar, Bulgarien; † 24. Februar 2013) war ein bulgarischer Schauspieler und Sänger.

## Leben
Trifon wurde nach Julianischem Kalender am 1. Februar 1928 in der Kapelle des heiligen St. Trifon in dem Dorf Karabunar geboren. Er studierte Gesang beim bulgarischen Opernsänger Christo Brambarow. Er schaffte es allerdings nicht, sich als Sängern in Opern und Operetten durchzusetzen, sodass er beim Film landete. Dabei waren auch schauspielerische Fähigkeiten gefragt, die ihn dazu befähigten in über 19 bulgarischen Spielfilmen, darunter Liebe, Auto und Musik, Mein Freund, der Pirat und König für einen Tag mitzuwirken.
Gemeinsam mit Stilian Kunew, Christo Rykow und Konstantin Hadschikostow war Dschonew ab 1958 Mitglied des bekannten Quartetts Bufosinchronisti (bulgarisch Буфосинхронисти), welches neben mehreren Hits vor allen Dingen Musiktheater spielte. Das Quartett war über die Landesgrenzen hinaus bekannt und ging über mehrere Jahre durch 39 Länder auf Tournee, wobei sie auch vor Staatspräsidenten wie Chruschtschow und Breschnew spielten. Sie zählten zu den bekanntesten Musikgruppen Bulgariens.

## Filmografie (Auswahl)
- 1956: Liebe, Auto und Musik (Две победи)
- 1957: Am Anfang war es Liebe (Земя)
- 1964: Die Unversöhnlichen (Непримиримите)
- 1967: Auf dem Gehsteig (По тротоара)
- 1981: Mein Freund, der Pirat (Йо-хо-хо)
- 1982: Ein Hund in der Schublade (Куче в чекмедже)
- 1982: Ein Königstheaterstück (Царска пиеса)
- 1982: Unter einem Himmel (Под едно небе)
- 1983: König für einen Tag (Господин за един ден)